# دیوکاسیوس
دیوکاسیوس (به یونانی:Δίων ὁ Κάσσιος، دیون کاسیوس و به لاتین:Lucius Cassius Dio Cocceianus، لوسیوس کاسیوس دیو کوکِیانوس، زادهٔ پیرامون ۱۵۵- مرگ میان ۲۲۹ تا ۲۳۵ میلادی) تاریخ‌نگار یونانی‌تبار اهل امپراتوری روم بود. او کتابی به نام «تاریخ روم» به زبان یونانی و در هشتاد جلد نگاشته بود که بخشی از آن در دست است.
وی در روم جایگاه بالایی داشت و از تبار بزرگان بود. دیون در روزگار فرمانروایی کومودوس به سناتوری رسید. تاریخ او از آغاز افسانه‌ای پیدایش رم آغاز می‌شود و تا ۲۲۹ میلادی را پوشش می‌دهد.